# Oskrzydlenie

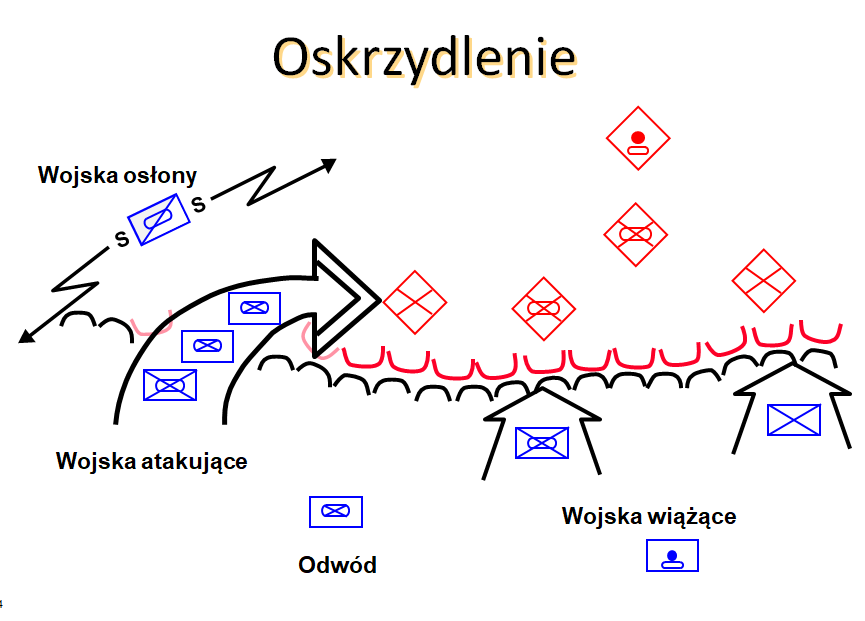
Schemat oskrzydlenia

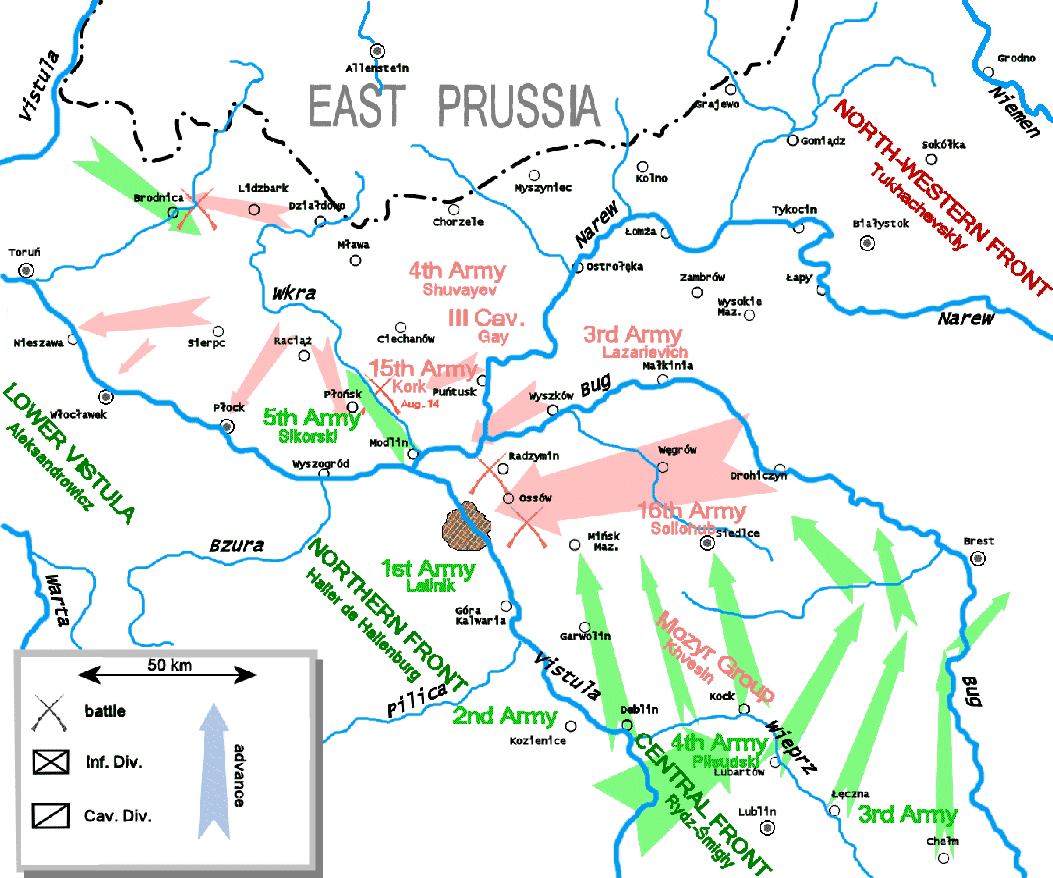
Przykład oskrzydlenia

Oskrzydlenie (ang. envelopment) − forma manewru taktycznego. Jest to manewr, w którym główne siły atakujące obchodzą elementy ugrupowania obronnego przeciwnika w celu zdobycia obiektów na jego tyłach. Rezultatem tego manewru jest rozbicie albo zdobycie ważnych obiektów na tyłach przeciwnika.

## Charakterystyka
W czasie wykonywania manewru oskrzydlenia główne siły atakujące obchodzą elementy ugrupowania obronnego przeciwnika w celu zdobycia obiektów na jego tyłach. Główny wysiłek może być kierowany również na skrzydło. Siły przeprowadzające oskrzydlenie powinny zostać rozwinięte w głębi, oraz powinny zabezpieczyć swoje skrzydła tak, by uniknąć oskrzydlenia przez przeciwnika.
Oskrzydlenie może być jedno-  lub dwustronne względnie pionowe − czyli ponad pozycjami obronnymi przeciwnika. Oskrzydlenie pionowe przeprowadza się z użyciem śmigłowców. Rezultatem tego manewru jest rozbicie albo zdobycie ważnych obiektów na tyłach przeciwnika. Niekiedy zastosowanie oskrzydlenia może wprowadzić w błąd przeciwnika, co do umiejscowienia własnego punktu ciężkości. Oskrzydlenie od obejścia różni się głębokością manewru – podczas oskrzydlenia nie zrywa się kontaktu z przeciwnikiem, manewr obejścia natomiast wiąże się z zerwaniem kontaktu z przeciwnikiem.